# Красовская, Ирина Владимировна
Ири́на Влади́мировна Красо́вская (20 сентября [3 октября] 1896, Санкт-Петербург — 9 мая 1956, Сиверский) — советский учёный-ботаник, специалист в области физиологии растений. Доктор биологических наук (1936), профессор (1943).

## Биография
Родилась в семье ротмистра Конного полка В. А. Теляковского, впоследствии русского театрального администратора, сначала Управляющего Московской конторой Императорских театров (1898—1901), затем — директора Императорских театров до 1917 года. Мать — Гурли Логиновна Теляковская (1850—1922) (урождённая Миллер, в первом браке — баронесса Фелейзен).
С детства, проживая летом в имение отца «Отрадное» (Ярославской губернии), полюбила природу и цветы. В «Отрадном» ребёнком общалась с сослуживцами отца, гостившими там: художниками К. А. Коровиным и А. Я. Головиным, певцом Ф. И. Шаляпиным.
С отличием окончила в 1916 году Петришуле. В том же году вышла замуж за орловского дворянина Александра Васильевича Красовского.
В 1920 году поступила в Сельскохозяйственный институт. В совершенстве владея немецким, английским и французским языками, ещё будучи студенткой, помогала профессорам института вести переписку с зарубежными партнёрами. Дипломная работа И. В. Красовской получила высокую оценку Н. И. Вавилова и была опубликована.

Отзыв о работе И. В. Красовской 16 февраля 1924 года
Сочинение И. В. Красовской на тему «Физиологическая деятельность зародышевых и узловых корней хлебных злаков» представляет из себя выдающуюся работу, обнаруживающую прекрасное знакомство автора с литературой вопроса не только русской, но и иностранной и овладение им новейших методик физиологических исследований.
Представленный труд является серьезной научной работой, ценным вкладом в агрономическую науку. По затронутому автором важному вопросу сделано очень мало исследований, большинство которых дали неточные результаты. Выводы автора, вполне определенные, о роли зародышевых и боковых корней являются очень важными для понимания явлений роста и питания хлебных злаков.
Считаю необходимым опубликование этой работы в «Известиях Института», а также ходатайствовать об оставлении при кафедре И. В. Красовской для продолжения научной работы

После окончания в 1924 году была оставлена в институте, на кафедре физиологии растений. В письме от 29 сентября 1923 года к одному из руководителей Малого театра и актеру А. И. Южину её отец В. А. Теляковский пророчески написал:

Письмо это передаст Вам моя дочь Ирина Красовская, будущий профессор ботаники. Хотя на вид она похожа на девочку, но уже год делающая учёные доклады и ведущая переписку Института с Англиею и Америкой по учёной части.

В 1925 г. начала работу в Институте прикладной ботаники и новых культур в отделе физиологии растений под руководством Н. А. Максимова. Кроме большой научной работы в ВИРе под её руководством с 1928 по 1934 обучались 11 аспирантов, среди которых кандидаты наук А. И. Сакс, Г. Н. Еремеев и доктор биологических наук Ф. Э. Реймерс.
Прекрасное знание иностранных языков помогли Ирине Владимировне также в работе над переводами важнейших научных книг. Когда Н. И. Вавилов в 1934 решил подготовить к изданию современный перевод книги Чарльза Дарвина «Происхождение видов», он пригласил к сотрудничеству И. В. Красовскую. Вместе с профессором Т. А. Красносельской-Максимовой они совершили огромную работу по исправлению перевода книги Дарвина, ранее сделанного К. А. Тимирязевым, и сверки с оригиналом, причём И. В. Красовская работала над 3-й, 4-й, 10 — 13-й, 15-й главами, что составило половину книги. «Происхождение видов» вышло в «Сельхозгизе» в 1935 году тиражом 35 000 экз. Предисловие к переводу написано академиком Н. И. Вавиловым. Через два года, в «Сельхозгизе» вышло переиздание книги Чарльза Дарвина, но уже со вступительной статьей академика В. Л. Комарова, а имена переводчиков, Т. А. Красносельской-Максимовой и И. В. Красовской упоминаются в самом конце книги после списка опечаток.
В 1933 году в соавторстве с И. И. Тумановым ею был сделан перевод с немецкого широко известной книги Ганса Молиша «Физиология растений как теория садоводства».
В 1936 г. вышла книга О. Израэльсена «Научные основы и практика орошения» под редакцией Н. А. Максимова — перевод И. В. Красовской.
В 1938 году в США вышло второе издание книги Н. А. Максимова «Plant Physiology» перевод на английский был осуществлен И. В. Красовской.
В феврале 1935 г. защитила докторскую диссертацию на тему «Засухоустойчивость яровых пшениц мировых растительных ресурсов», а в начале марта, вынуждена выехать из Ленинграда вместе с мужем А. В. Красовским и братом Всеволодом, попавшими в Кировский поток, в ссылку в г. Атбасар Казахской ССР. О жизни И. В. Красовской в ссылке упоминает Е. Н. Синская

…Много испытала и его старейшая и талантливая сотрудница Ирина Владимировна Красовская. На её долю пришлось чрезвычайно много мытарств, за годы изгнания она выполняла всевозможные работы, вплоть до доярки…

В августе 1936 года ей было разрешено переехать в город Горький для работы в качестве заведующей отделом физиологии растений на областной опытной станции по полеводству. В декабре 1936 года при активном содействии Н. И. Вавилова её утвердили в учёной степени доктора биологических наук.
В 1944 году И. В. Красовская получила приглашение от ректора Саратовского государственного университета имени Н. Г. Чернышевского возглавить кафедру физиологии растений. По совместительству с 1 ноября 1944 г. по 15 ноября 1949 г. она заведовала также лабораторией физиологии растений в Институте зернового хозяйства Юго-Востока СССР. За 8 лет плодотворной научной и педагогической деятельности профессор И. В. Красовская создала в Саратове сильную школу физиологов растений. В частности, осуществляла научное руководство аспирантами: А. А. Волынкиным, В. А. Кумаковым, Н. И. Федоровым и другими.
Много лет (с 1925 года) И. В. Красовская была членом Всесоюзного ботанического общества, выступала с докладами на его собраниях и публиковалась в «Ботаническом журнале».
Ей посвящена статья в 4 томе биографо-библиографического словаря «Русских ботаников» С. Ю. Липшица стр. 472—474.
В 1952 году выйдя на пенсию переехала из Саратова в Сиверскую, где проживали родные мужа.
Скончалась там же 9 мая 1956 года.
Через 2 года в 1958 году в «Ботаническом журнале» № 11 была напечатана статья «Потери науки» Памяти Ирины Владимировны Красовской (1896—1956). Автор статьи — Мария Сергеевна Миллер, сокурсница И. В. Красовской по ЛСХИ и жена Академика В. Б. Сочавы.
Похоронена в Сиверской на Новодружносельском кладбище; могила утрачена.

Памятник на могиле И. В. Красовской в Сиверской

Сообщение в Городской хронике газеты «СПб ведомсти»:
12 сентября В Сиверском на Ново-Дружносельском кладбище открыли памятник на могиле дочери последнего директора Императорских театров Ирины Владимировны Красовской — ботаника, физиолога растений, соратницы Николая Вавилова. Профессор, доктор биологических наук, она десять лет трудилась во Всесоюзном институте растениеводства, ей принадлежат переводы важнейших научных книг, например «Происхождения видов» Чарльза Дарвина. В марте 1935 года она была выслана из Ленинграда, но, несмотря на это, продолжила научную и педагогическую деятельность сначала в Горьком, затем в Саратове. Выйдя в 1951 году на пенсию, Красовская купила зимнюю дачу в Сиверском, где провела последние годы жизни. До недавнего времени могила считалась утерянной. Из Москвы на открытие памятника приехал народный артист СССР дирижёр симфонического оркестра Московской филармонии Юрий Симонов, в детстве живший в семье Красовских.

## Труды
- Перевод с немецкого языка (совместно с профессором И. И. Тумановым) книги Молиша «Физиология растений как теория садоводства», издана Сельхозгизом в 1933 году;
- Перевод с английского книги Израэльсена «Научные основы и практика орошения», издана «Сельхозгизом» в 1936 году;
- Перевод на английский язык классического учебника Н. А. Максимова «Краткий курс физиологии растений», был издан в Нью-Йорке в 1936 году;
- «Хорошим уходом за парами обеспечим высокий урожай озимых». Сост. И. В. Красовская; Под общей ред. проф. Н. Д. Ладыгина и гл. агр. В. А. Кемарского. Горький. Горьк. обл. изд. 1942;
- «Уход за озимыми культурами». Под общей ред. проф. Н. Д. Ладыгина, А. Ф. Тюрина. Горький. Горьк. обл. изд. 1943;
- «Краткое пособие для хат-лабораторий Горьковской области». Составители: И. М. Коданев, И. В. Красовская, А. С. Крестьянинова и др.; Под ред. д-ра биол. наук проф. И. В. Красовской. Горьк. обл. опыт. станция полеводства. Горький. Горьк. обл. изд. 1944 (полиграфия);
- И. М. Коданев, И. В. Красовская «Агротехника клевера и люцерны в Горьковской области», Горьковское обл. изд-во, 1944;
- «Зелёные удобрения в Горьковской области: Сводка результатов по испытанию зелёных удобрений Станции полеводства». Проф. И. В. Красовская, ст. науч. сотрудники А. В. Дорожнов, М. К. Корватовская. Горьк. обл. опыт. станция полеводства. Горький. 1945 (полиграфия);
- И. В. Красовская «Что надо знать о растениях». Саратовское обл. гос. изд-во, 1950.